# Dionysia iranshahrii
Dionysia iranshahrii är en viveväxtart som beskrevs av Per Wendelbo. Dionysia iranshahrii ingår i dionysosvivesläktet som ingår i familjen viveväxter. Inga underarter finns listade i Catalogue of Life.

## Bilder

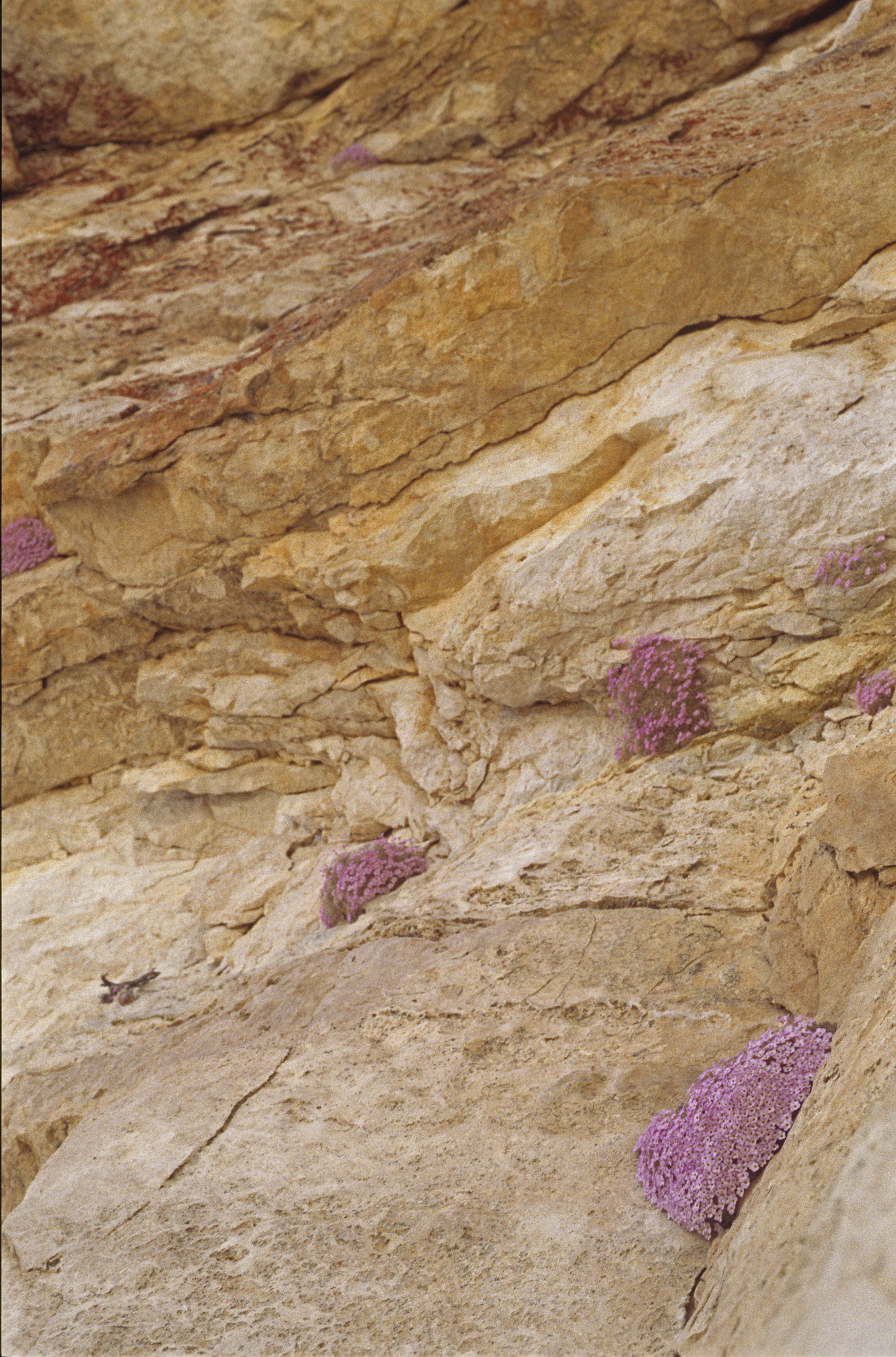
Vildväxande Dionysia iranshahrii i Iran.
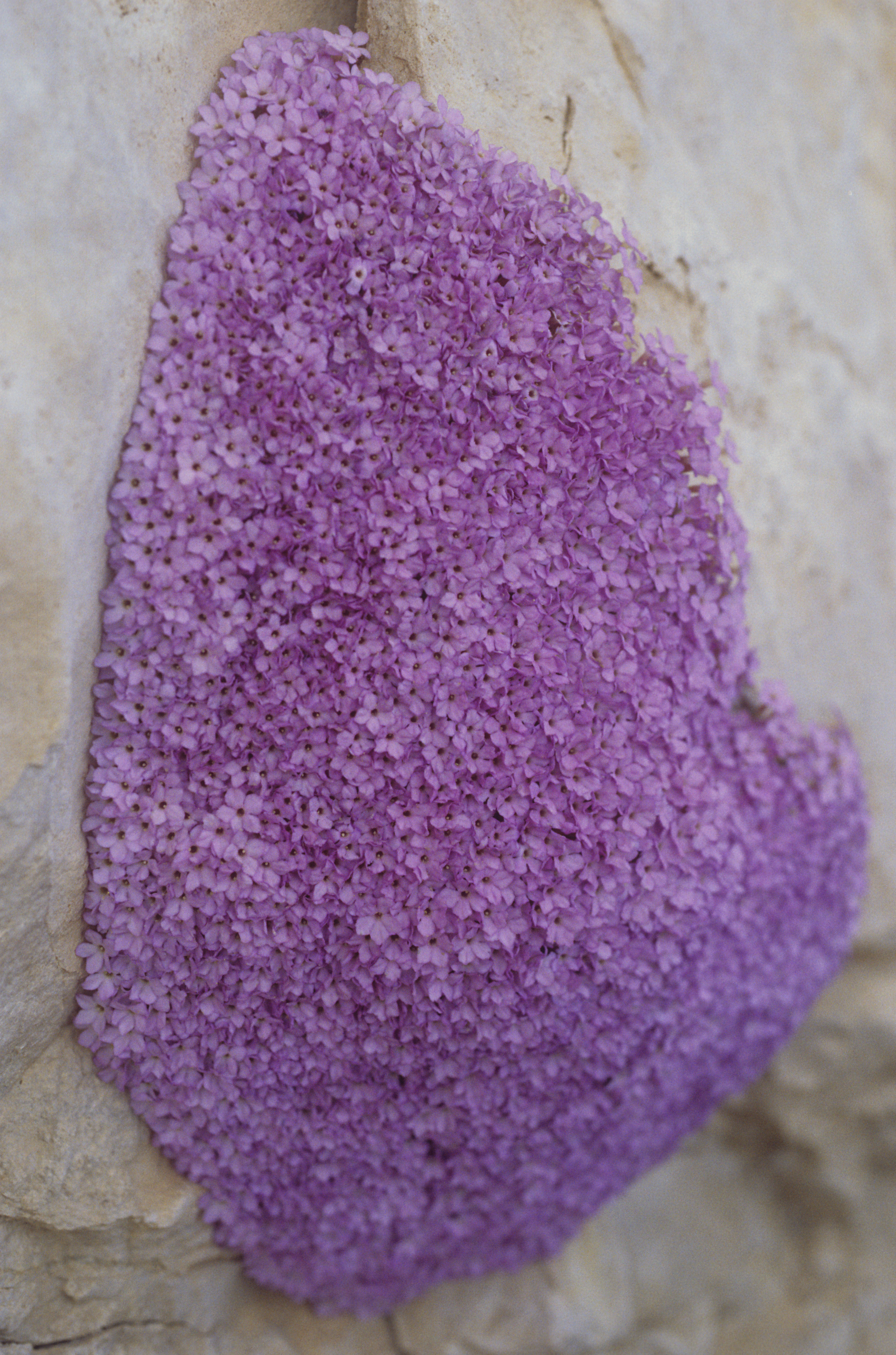